# Salvator (motorfiets)
Salvator is een historisch Belgisch merk van fietsen, brom- en motorfietsen.
De fabricage van dit merk gebeurde door François Hoflack in Ieper in de provincie West-Vlaanderen.
Hoflack was aanvankelijk (vanaf 1901) importeur van de Franse Lamoudière & Labre-motorfietsen geweest.
In de jaren tien- en twintig produceerde men fietsen, maar was ook dealer van de motorfietsmerken Sun en La Française-Diamant. Vanaf 1931 ging men ook eigen 1¾ pk motorfietsen leveren, aangedreven door Gillet-inbouwmotoren. Mogelijk duurde de productie hiervan tot 1939.
In 1953 kwam het merk terug, toen op het Salon van Brussel een Salvator bromfiets met een VAP-motor werd gepresenteerd.